# Abol-Ma’ali Abd-al-Malek Dżowajni
Abol-Ma’ali Abd-al-Malek Dżowajni (pers. ‏ابو المعالي عبدالملک جوینی‎), w literaturze często w zarabizowanej formie: Al-Dżuwajni, pełne imię: Abol-Ma’ali Abd-al-Malek-e Abdollah-e Jusof Dżowajni (ur. 17 lutego 1028 w Bosztanekan w pobliżu Niszapuru, zm. 20 sierpnia 1085 tamże) – szafi'icki uczony uznawany za najwybitniejszego aszaryckiego teologa swoich czasów.

## Życiorys
Dżowajni był synem Abdollaha-e Jusofa Abu Mohammada Dżowajniego (zm. 1047), który sam był znanym szafi'ickim uczonym. To u niego Dżowajni odebrał swoją wczesną edukację, którą kontynuował następnie pod kierunkiem kolejnych nauczycieli, z których najwybitniejszym był aszarycki teolog Abol-Ghasem Abd-al-Dżabbar Eskafi Esfarajeni (zm. 1060). Teologiczne kontrowersje w ówczesnym Chorasanie (zazwyczaj wiązane z wrogą w stosunku do aszaryzmu postawą Kondoriego (zm. 1064), wezyra sułtana Tughril Bega (1038 – 1063) sprawiły, że Dżowajni ok. roku 1053 opuścił Niszapur i udał się do Bagdadu, by w roku 1058 dotrzeć do Mekki i Medyny. Nauczał on w świętych miastach islamu przez cztery lata i stąd stał się znany pod honorowym tytułem „Imam al-Haramajn” (Imam świętych miejsc), co „daje pewną wskazówkę co do wpływu jego myśli w świecie islamu”. Następca Kondoriego na stanowisku wezyra, Nezam-al-Molk (zm. 1092), natychmiast po objęciu urzędu w roku 1063 zaprosił Dżowajniego z powrotem do Niszapuru i postawił go na czele ufundowanej przez siebie w tym mieście madrasy, tzw. Nezamijji. Było to częścią jego generalnej polityki popierania aszaryzmu. Dżowajni nauczał w Nezamijji aż do końca swojego życia, utrzymując bezpośrednie kontakty z wybitnymi przedstawicielami aszaryzmu w Chorasanie, takimi jak Abu Bakr Bajhaghi (zm. 1066) i Abol-Ghasem Ghoszajri (zm. 1074), oraz pozostawiając wielu uczniów, z których najsłynniejszym był Ghazali (zm. 1111). Dżowajni miał umrzeć w swojej rodzinnej wiosce, gdzie udał się w nadziei wyleczenia się z choroby.

## Dzieła

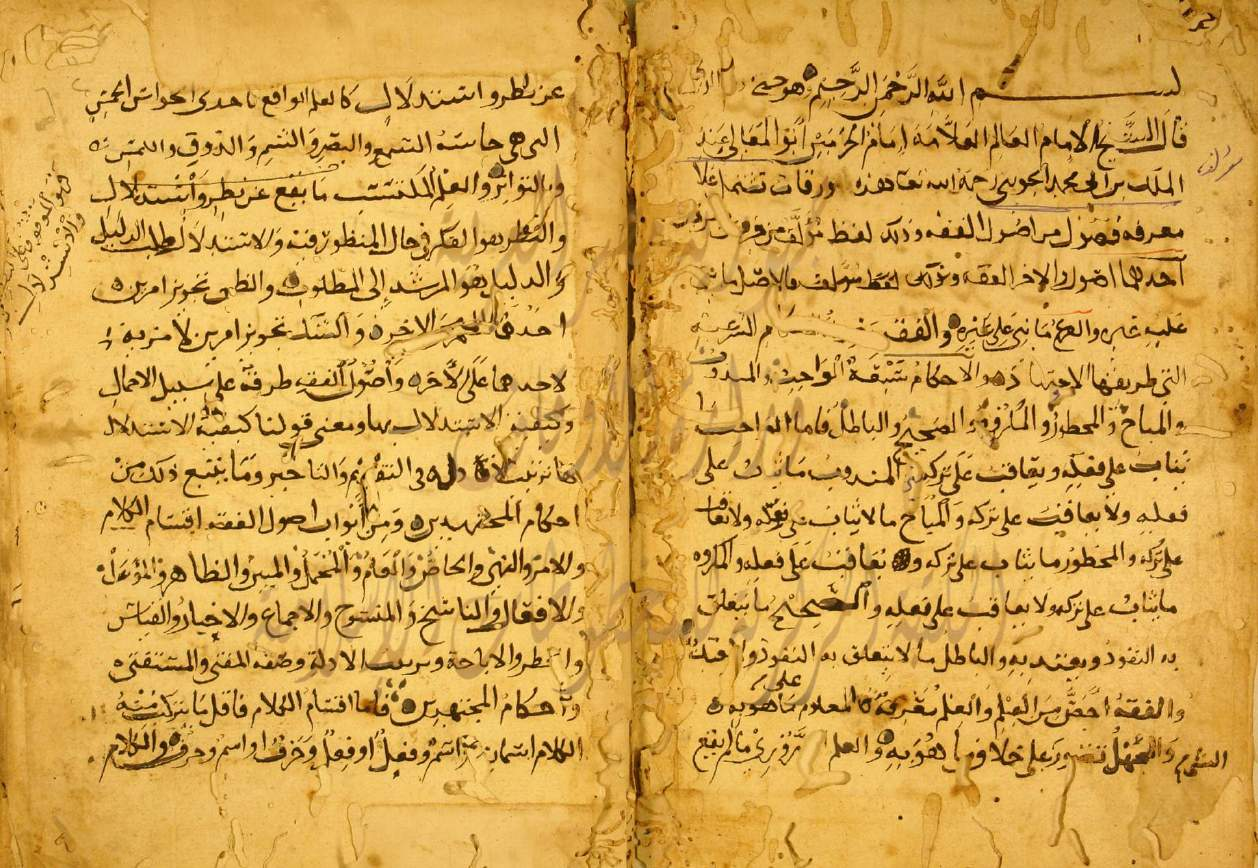
Rękopis Warakatu

Najważniejsze dzieła Dżowajniego z zakresu fikhu to Kitab al-Burhan fi usul al-fikh, w którym próbował przedstawić metodę dociekań prawniczych na bazie aszaryzmu oraz zwięzłe kompendium, Warakat fi usul al-fikh. Ze względu na swoją trudność Kitab al-Burhan zostało nazwane przez As-Subkiego (zm. 1370) „enigmą wspólnoty” (laghz al-umma), jednak Warakat było czytane i komentowane aż do XVII wieku. Najważniejszym dziełem Dżowajniego w dziedzinie kalamu było Al-Szamil fi usul ad-din, „teologiczna summa sprowadzająca się do długiego objaśnienia komentarza Bakillaniego [(zm. 1013)] do «Lumy» Aszariego [(zm. 935)]”. Skróconą i ulepszoną wersją tej książki jest Kitab al-Irszad ila kawati al-adilla fi usul al-i'tikad, które z kolei zostało sprowadzone do krótkiego kompendium w Al-Luma fi kawa'id ahl as-sunna wa al-dżama'a. Te trzy dzieła prezentują jeden teologiczny pogląd, w przeciwieństwie do ostatniego dzieła Dżowajniego z zakresu kalamu, dedykowanego Nezam-al-Molkowi Al-Akida an-Nizamijja. Innym dedykowanym wezyrowi dziełem był traktat z zakresu filozofii politycznej Ghijas al-umam fi iltijas az-zulam.

## Poglądy teologiczne
Szczególne znaczenie Dżowajniego polegało na byciu pośrednikiem pomiędzy dawnym aszaryzmem a jego nowym nurtem zapoczątkowanym przez Ghazalego, który później Ibn Chaldun (zm. 1406) nazwał aszarycką „nową szkołą”. Można u niego zauważyć charakterystyczne dla tego późniejszego rozwoju nacisk na racjonalną systematyzację oraz przywiązywanie szczególnej wagi do metodologii, włącznie ze stosowaniem arystotelesowskiej sylogistyki, jak również włączanie do aszaryckiej metafizyki elementów myśli Ibn Siny (zm. 1037). Ponadto Dżowajni nie waha się zapożyczać także u mutazylitów, chociaż w większości rozwiązania najważniejszych problemów pozostają w duchu aszaryckim. Generalnie jego cel można opisać jako systematyczne przedstawienie wiary, a dopiero w drugim rzędzie apologetykę.
Za najważniejszy wkład Dżowajniego do aszaryzmu uchodzą jego dowody na istnienie Boga oraz sposoby klasyfikowania boskich atrybutów. Dżowajni korzystając z argumentu Jana Filopona (zm. ok. 567) na rzecz początku świata w czasie twierdził, że wyboru określonego momentu powstania świata mogła dokonać tylko istota posiadająca wolę. Niezmienna, pozbawiona woli i odwieczna przyczyna miałaby charakter konieczny i stąd skutkowałaby przedwiecznym światem. Podobnie tylko istota posiadająca wolę mogła stworzyć świat tak zróżnicowany, jakim go znamy, ponieważ gdyby jego źródłem była przyczyna konieczna, świat byłby niezróżnicowany i jednolity. Stąd musimy przyjąć, że istnieje posiadający wolę i wszechmocny, to jest w szczególności zdolny do stworzenia świata ex nihilo Bóg. „Wielu późniejszych aszarytów przyjęło zmodyfikowaną przez Dżowajniego wersję argumentu ze stworzenia ex nihilo, którą większość teologów traktowało jak artykuł wiary”. Filozoficznie ważniejsza była jednak wersja dowodu wychodząca od przygodności świata, w którym pod wpływem Ibn Siny Dżowajni odrzucił wcześniejsze aszaryckie zastrzeżenia w stosunku do stosowania do Boga pojęcia konieczności. Wychodząc od rozróżnienia Ibn Siny pomiędzy koniecznym (wadżib), i stąd bez przyczyny, oraz przygodnym (dża'iz) (czyli posiadającym przyczynę, a stąd możliwym, ale nie koniecznym) Dżowajni udowadniał, że mający początek w czasie świat jest bytem przygodnym, którego istnienie jest tylko możliwe, a nie konieczne, stąd do swojego istnienia potrzebuje on zewnętrznego czynnika, który w stosunku do dwóch równoprawnych możliwości, istnienia i nieistnienia, byłby przyczyną na rzecz jednej z nich. Taka przyczyna zaś jest Bogiem. Kolejna filozoficzna dystynkcja pomiędzy istnieniem koniecznym samym w sobie (tj. predykatem), a istnieniem koniecznym przez coś innego (tj. kwalifikatorem) została zastosowana przez Dżowajniego do boskich atrybutów w celu obrony aszaryckiej pozycji zgodnie z którą są one wieczne, a jednocześnie uniknięcia pluralizmu w ramach istoty boskiej. Powyższe rozróżnienie pozwoliło Dżowajniemu na myśleniu o boskich atrybutach jako całkowicie odwiecznych, ale dzielących się na konieczne i możliwe. Atrybuty istoty Boga są jego atrybutami koniecznymi, podczas gdy atrybuty jego aktów są jego atrybutami możliwymi. Innymi słowy, Bóg jest konieczny sam w sobie, podczas gdy jego działania nie są, ponieważ zawsze mogą być inne. Przy pomocy tej samej aparatury pojęciowej Dżowajni podzielił też boskie atrybuty na istotne (nafsija), definiowane jako konieczne, wieczne i bez przyczyny, czyli powiązane z istotą Boga (jest to jego istnienie, wieczność, wszechmoc, jedyność oraz pojedynczość) oraz kwalifikowane (ma'nawija), definiowane jako konieczne, wieczne i mające przyczynę, czyli będące skutkiem przyczyny w istocie Boga (jest to jego wiedza, moc, wola, życie, wzrok, słuch i mowa). Ostateczna klasyfikacja, tym razem trójdzielna, dzieli atrybuty Boga pomiędzy te, które są w jego przypadku niemożliwe, konieczne i możliwe.
Rozróżnienie na to co boskie i jako takie wyłącznie bezcielesne i wieczne, a stąd konieczne, oraz wszystko inne jako cielesne i przygodne, istniejące w czasie, odgrywa zasadniczą rolę w całej teologicznej myśli Dżowajniego. Dla przykładu rozumienie przez Dżowajniego mowy Boga opiera się na rozróżnieniu pomiędzy jej wiecznością a jej przygodnym i cielesnym statusem jako reprezentacji w ludzkiej mowie i piśmie. Boska mowa, tożsama z boską istotą, jest niestworzona i istnieje odwiecznie wraz z Bogiem, w przeciwieństwie do liter i dźwięków, które jednak pozwalają na jej zakomunikowanie w cielesny i czasowy, dostępny dla ludzi sposób. W ten sposób Dżowajni utrzymał aszarycką doktrynę zgodnie z którą objawienie, a w szczególności Koran, nie ma charakteru stworzonego, jednocześnie przyjmując część mutazylickich argumentów co do statusu fizycznych liter i dźwięków przekazujących treść tego objawienia. To rozróżnienie pozwoliło też Dżowajniemu na inny kompromis z mutazylitami - mianowicie zaakceptował on metaforyczną interpretację antropomorficznych własności (takich jak ręce, oczy, twarz, tron) przypisywanych Bogu przez Koran. Niemniej zgodnie z aszaryzmem, a całkowicie wbrew mutazylizmowi, Dżowajni twierdzi, że pomimo tego iż Bóg nie jest do pomyślenia w cielesnej formie to będzie on w jakiś sposób widziany przez ludzi w życiu pośmiertnym. Za inny przykład adaptacji idei mutazylickich przez Dżowajniego może posłużyć użycie przez niego teorii stanów (ahwal) Abu Haszima al-Dżubba’iego (zm. 933) jako pozycji pośredniej pomiędzy akceptacją a negacją wiecznego i niestworzonego statusu boskich atrybutów. O ile jednak u Dżubba’iego stany, które nie mogą być poznane w izolacji od istoty, której są kwalifikacjami, nie istnieją rzeczywiście, o tyle u Dżowajniego nie są one kwalifikowane ani jako istniejące, ani nieistniejące.
Bóg u Dżowajniego jest całkowicie wolny, działający bez żadnego powodu poza nim samym. W przyczynowości nie ma nic koniecznego i cuda są możliwe ponieważ nic w naturze nie jest ustalone na zawsze. Bóg jest nie tylko stwórcą świata w sensie pierwszej przyczyny, ale także podmiotem, który jest przyczyną jego ciągłej egzystencji. Istnienie świata w każdym momencie zależy od woli Boga. Według Dżowajniego Bóg jest jedynym stwórcą i nawet nasze działania w rzeczywistości nie rodzą się w nas, ale są przyjmowane od Boga, co jest zgodne z aszarycką teorią kasbu. Bóg chce od swoich sług by czynili to, o czym on już wie, ale nie odbiera im ich zdolności ani nie sprowadza ich z dobrej drogi, stąd nadal są oni zobligowani do przestrzegania objawionego prawa. Niemniej ponieważ prawo ma charakter tylko możliwy, a nie konieczny, nie poddaje się ono racjonalizacji. Stąd Dżowajni był zdecydowanym obrońcą aszaryckego poglądu że to co jest dobre jest po prostu tym co jako takie zostało objawione w piśmie, a to co jest złe jest tym co przez pismo zostało zakazane. Jakiekolwiek próby szukania racjonalnych podstaw etyki są całkowicie chybione i Dżowajni nie zgadza się z mutazylitami co do tego, że istnieją pewne podstawowe racjonalne prawdy moralne, a w szczególności co do tego że pewne formy zachowania są absolutnie dobre czy złe. Moralność jest w całości kwestią tego co Bóg nakazał lub zakazał, a ponieważ pozostaje on całkowicie poza ludzkimi kategoriami tego, co korzystne lub szkodliwe, jakakolwiek próba oceny ustanowionych przez niego norm nie ma sensu.
Dżowajni jako pierwszy szczegółowo rozważał kwestię dopuszczalności idżtihadu, czyli możliwości formułowania opinii prawnych niemających podstawy w objawieniu. Starał się on uzasadnić możliwość uniwersalnego stosowania objawionego prawa, twierdząc, że nawet jeśli nie istnieje w nim precedens dotyczący danego przypadku, to możemy go rozstrzygnąć dzięki odwołaniu się do uniwersalnych dóbr, odkrywanych na drodze analogii (kijasu). W swojej filozofii politycznej twierdził, że przewodniczący wspólnocie muzułmanów (imam) powinien być zdolny do utrzymania społecznej i doktrynalnej stabilności, co wymaga silnych rządów. Stąd negował on wagę kurajszyckiego pochodzenia imama, co było zgodne z realiami okresu Seldżuckiego, w którym Abbasydzi nie sprawowali już rzeczywistej władzy. Dżowajni popierał także ciągły dżihad, mający na celu poszerzanie obszaru objawionego sposobu życia. Jego ideałem była „sprawiedliwa społeczność, oparta na bazie proroctwa, z silną władzą zdolną do prowadzenia do prawdy”.